# No One Knows How to Love Me Quite Like You Do
A No One Knows How to Love Me Quite Like You Do Aaliyah amerikai énekesnő kislemeze első, Age Ain’t Nothing but a Number című albumáról. A dal csak promóciós kislemezen jelent meg, és csak az Egyesült Államokban, ahol ez lett az album negyedik, utolsó kislemeze (Európában és Ázsiában a Down with the Clique jelent meg negyedik kislemezként, ötödikként pedig a The Thing I Like).

## Fogadtatása
A No One Knows How to Love Me Quite Like You Do nem teljesített jól a slágerlistákon. Nagyon kevés promóciót kapott, a rádiók keveset játszották. Videóklip nem készült a dalhoz.